# Ibrahim Hananu
Ibrahim Hananu (o Ibrahim Hanano, in arabo إبراهيم هنانو‎?, Ibrāhīm Hanānū) (Kafr Takharim, 24 febbraio 1869 – Aleppo, 21 novembre 1935) è stato un funzionario siriano di origine curda ottomana e in seguito leader di una rivolta  contro la presenza francese nel nord della Siria.
Era un membro di una nota famiglia di proprietari terrieri di origine curda del nord della Siria.

## Vita e formazione
Hananu nacque da una ricca famiglia curda a Kafr Takharim e crebbe ad Aleppo. La sua data di nascita risulta controversa: secondo una fonte nacque nel 1879 o, secondo un'altra, nel 1869. Studiò alla Scuola Superiore Imperiale di Aleppo e continuò i suoi studi presso l'Accademia di diritto ottomano della prestigiosa scuola Mülkiye di Costantinopoli. Da studente, entrò a far parte del Comitato Unione e Progresso, l'organo politico che successivamente prese vita in seguito alla Rivoluzione dei Giovani Turchi del 1908.

## Carriera e idee
Dopo la laurea, Hananu insegnò brevemente all'accademia militare. Successivamente entrò a far parte della burocrazia dell'Impero ottomano, per poi ritirarsi e gestire le sue proprietà. Una fonte siriana dell'epoca della Repubblica Araba Unita indica che Hananu, avendo abbracciato il nazionalismo quando scoppiò la rivolta araba nel 1916, si unì all'esercito arabo di Faisal I ed entrò ad Aleppo con gli alleati nel 1918. Presumibilmente si unì anche alla società segreta nazionalista al-Fatat, anche se non ci sono prove a supporto di ciò. Insieme a molti dei più importanti mercanti di Aleppo, Hananu si associò alla Lega di Difesa Nazionale e al Club Arabo di Aleppo.

## Rivolta di Hananu
Scoppiata nell'autunno del 1919 nelle campagne circostanti Aleppo, quando l'esercito francese sbarcò sulla costa siriana e si preparava ad occupare tutta la Siria, Hananu lanciò la sua rivolta, coinvolgendo le città di Aleppo, Idlib e Antiochia in una campagna coordinata contro le forze francesi. Hananu fu responsabile del disarmo di molte truppe francesi, della distruzione delle ferrovie e delle linee telegrafiche, del sabotaggio dei carri armati e della neutralizzazione degli attacchi francesi ad Aleppo. Il 23 luglio 1920, quando l'esercito francese attaccò con successo Aleppo, Hananu fu costretto a ritirarsi nel suo villaggio di Kafr Takharim Nahiyah e iniziò a riorganizzare la rivolta con Najeeb Oweid. I ribelli decisero di formare un governo civile con sede ad Armanaz e inviarono Hananu in Turchia come rappresentante del nuovo governo civile per richiedere l'aiuto nella lotta contro i francesi. Ricevette il sostegno dal movimento nazionalista turco di Mustafa Kemal Atatürk, che stava combattendo l'esercito francese del Levante per il controllo della Cilicia e dell'Anatolia meridionale. Con il ritiro dell'assistenza militare turca in seguito alla firma dell'accordo Franklin-Bouillon nell'ottobre 1921, Hananu e i suoi uomini non poterono più sostenere la rivolta e la loro lotta fallì. Nonostante il fallimento della rivolta, l’organizzazione delle aree settentrionali della Siria con l’aiuto turco fu interpretata come un prototipo di autogoverno su cui Hananu e altre figure siriane posero le basi negli anni successivi.

## Tribunale
Nel 1922 Ibrahim Hananu fu arrestato e portato al tribunale penale militare francese con l'accusa di atti criminali. La prima seduta del tribunale ebbe luogo il 15 marzo 1922. Uno dei migliori avvocati dell'epoca, Fathallah Saqqal, difese Hananu, sostenne la sua innocenza e affermò che Hananu fosse un avversario politico, non un criminale.
Il 25 marzo 1922 il procuratore generale francese richiese l'esecuzione di Hananu, affermando "se Hananu ha sette teste le taglierò tutte"; tuttavia il giudice francese alla fine liberò Hananu a seguito di un accordo tra Hananu e il governo francese.

## Anni successivi
Hananu venne messo agli arresti domiciliari al termine del processo e i suoi movimenti furono monitorati dall'intelligence francese. Ciononostante, Hananu fu rilasciato dopo la Grande Rivolta Siriana del 1925 e continuò a svolgere un ruolo attivo nel movimento nazionale siriano. Fu uno dei padri fondatori del Blocco Nazionale che guidò il corso della lotta per l'indipendenza in Siria fino alla sua effettiva conquista nel 1946. Era un membro del consiglio permanente del Blocco Nazionale e capo del suo ufficio politico. Nel 1928, Hananu ricoprì la carica di membro dell'Assemblea Costituzionale che elaborò la prima costituzione repubblicana della Siria. Negli anni '30 affermò la sua reputazione di intransigente, rifiutandosi di negoziare con i francesi fino a quando non avessero assicurato la completa e incondizionata indipendenza per la Siria.

## Tentato assassinio
Nel settembre 1933, un individuo di nome Nazi Al-Kousa sparò ad Hananu alle gambe nel suo villaggio, Kafr Tkharem. Considerato un tentato omicidio, l'assassino fu condannato a 10 anni di carcere. Il commissario francese successivamente graziò Nazi al-Kousa.

## Morte
Hananu morì nel 1935 ad Aleppo. La sua morte fu attribuita alla tubercolosi. Il giorno successivo iniziò un periodo di lutto di tre giorni con la pubblicazione di giornali e riviste con la copertina nera. È considerato uno degli individui più celebrati nella resistenza contro il Mandato francese.